# 雷甘·伯恩斯
雷甘·伯恩斯（英語：Regan Burns，1968年6月14日—）是美國的一位演員和喜劇演員。他以出演過眾多電視廣告和節目而著稱。伯恩斯的聲音也極具特徵。